# Mário Gibson Barbosa
Mário Gibson Alves Barbosa (Olinda, 13 de marzo de 1918 — Río de Janeiro, 26 de noviembre de 2007) fue un diplomático brasileño, ministro de Relaciones Exteriores del gobierno del general Emílio Garrastazu Médici (1969-1974).

## Publicaciones
- Na diplomacia, o traço todo da vida (memorias, 1992)